# Emese
Emese či Emes byla pololegendární postava maďarských dějin.

## Legendy
Podle legend žila Emese na začátku 9. století. Byla dcerou turkického náčelníka Onedbalia. Zdál se jí sen, že k ní do lože přiletěl jakýsi pták Turul a zmocnil se jí. To pověděla svému otci a o devět měsíců se jí narodil syn Álmoš. Byla už vdaná za Ugyeka, pololegendárního náčelníka Skytů z Ugrofinského národa, kteří se do východní Ukrajiny dostali z Uralu. Ten prý podle legend z rodu Turul sám pocházel a jeho matka byla možná dcera čínského císaře. Emese bylo předpovězeno, že její syn Álmoš zavede své kmeny na západ, ale svou novou zem nespatří. Álmoš se stal náčelníkem kmenu Megyeri, smíšených kmenů ugrofinsko-turkického národa. Ten prý spatřil Turula a kmen běžel za ním. Álmoš se kolem roku 855 se stal Maďarským knížetem. Maďaři se přes čtyřicet let dostávali na západ; Álmoš v roce 895 zemřel a novou zem nespatřil. Jeho manželka se prý jmenovala Enáh a s ní měl syna Arpáda. Ten se po smrti otce stal náčelníkem, překročil Karpaty a v roce 896 se dostal do dnešního Maďarska. Přijal titul uherský kníže a po jeho smrti Maďaři vyvrátili Velkomoravskou říši.